# Hans Kreutz
Hans Kreutz (* 29. September 1926 in Oberhausen; † 29. Juni 1972) war ein deutscher Politiker der SPD.

## Ausbildung und Beruf
Hans Kreutz absolvierte die Volksschule sowie die Städtische Handelslehranstalt Oberhausen und erwarb die Mittlere Reife. Ein Jahr lang besuchte er die Reichsfinanzschule Herrsching/Ammersee. Ab 1942 war er Jungmann Zoll bei der Reichsfinanzverwaltung. 1945 wurde er Polizeibeamter und war bei der Schutzpolizei der Kreispolizeibehörde Oberhausen tätig.

## Politik
Hans Kreutz war ab 1954 Mitglied der SPD. Er fungierte von 1964 bis 1972 als Distriktvorsitzender, von 1965 bis 1972 war er Mitglied des Unterbezirksvorstandes Oberhausen und von 1968 bis 1972 Mitglied des Bezirksausschusses Niederrhein. Kreutz wurde auch in den Rat der Stadt Oberhausen gewählt; hier war er von 1961 bis 1972 stellvertretender Fraktionsvorsitzender. Ab 1948 gehörte er der Gewerkschaft der Polizei an.
Hans Kreutz war vom 26. Juli 1970 bis zu seinem Tode am 29. Juni 1972 direkt gewähltes Mitglied des 7. Landtages von Nordrhein-Westfalen für den Wahlkreis 078 Oberhausen II.